# Appel du 4 février 1992
L'Appel du 4 février 1992, lancé par la commission de la carte d'identité des journalistes professionnels (CCIJP), a été le temps fort de la réflexion sur la déontologie du journalisme en France.

## Histoire
Habituellement discrète sur ses travaux, la CCIJP a lancé l'appel du 4 février 1992, en réaction aux « dérapages » commis par certains médias envoyant des reporters embarqués par l'armée américaine, pour la couverture de la guerre du Golfe, qui transformaient les reportages en propagande de guerre. Cette réaction, une « première » dans l'histoire de la CCIJP, est survenue juste après « l'affaire PPDA », qui avait violé la déontologie du journalisme en proposant une interview truquée de Fidel Castro. Le trucage, démontré en janvier 1992 par le magazine Télérama puis par le journaliste Pierre Carles, consistait à monter l'interview pour faire croire que Patrick Poivre d'Arvor s'entretient avec le leader cubain alors que les « réponses » aux questions - posées en fait par d'autres journalistes, notamment l'Argentine Claudia Nye - ne sont que des extraits d'une conférence de presse de Castro.
Quelques jours plus tard, la commission a adopté à l’unanimité un communiqué déclarant que « face au discrédit dont les médias font l’objet dans l’opinion publique, si l’on en croit les sondages, et compte tenu des conditions de plus en plus scabreuses qui président à la collecte de l’information », elle appelle ses quelque 27 000 ayants droit à la plus grande vigilance. « Devant la cascade de dérapages qui sapent la crédibilité des journalistes et des médias, la Commission de la carte estime de son devoir d’appeler solennellement les éditeurs et les journalistes, chacun selon ses responsabilités, à conjuguer leurs efforts pour donner un coup d’arrêt à cette dangereuse dérive », affirme le texte.
Cet appel suscita la critique d’un certain nombre de patrons de presse, dont celle de Jean Miot, directeur délégué du Figaro et président du Syndicat de la presse parisienne (SPP). Les huit élus des patrons de presse à la commission de la carte avaient pourtant voté l'appel du 4 février 1992. Les huit élus journalistes, appartenant à trois syndicats unis pour l'occasion, (4 élus du SNJ, 2 élus du Syndicat national des journalistes CGT et 2 élus de l'Union syndicale des journalistes CFDT) menaçaient en effet de lancer un appel séparé, sans les représentants des employeurs.
La carte de presse en France avait été créée par la Loi Brachard, votée à l'unanimité en 1935 après plusieurs scandales de presse, parmi lesquels l'affaire Arthur Raffalovitch. Le statut de journaliste professionnel est délivré par la commission de la carte d'identité des journalistes professionnels (CCIJP), créée par un décret d'application de la Loi Brachard, où siègent 8 journalistes élus à bulletins secrets et 8 représentants des employeurs.